# Bænkebidere
Bænkebidere (flere arter: Glat Bænkebider – Oniscus asellus, Langbenet Bænkebider – Philoscia muscorum, Grå Bænkebider – Porcelio scaber, Alm. Kuglebænkebider – Armadillidium vulgare) er landlevende krebsdyr, som lever af rådnende organisk materiale.
Bænkebidere tilhører krebsdyrene og grupperes i ordenen isopoder. De har 7 benpar.
Det er blandt de landlevende krebsdyr, og nogle arter ånder ved trakéer som sidder på halefødderne. Andre  (Dværgbænkebiderne) ånder stadig med gæller, som deres slægtninge i havet og derfor er de meget følsomme overfor udtørring og søger bort fra lyset.
I Danmark findes 27 arter, hvor Philoscia muscorum, Porcellio scaber og Oniscus asellus er almindelig i skov, mens Ligia oceanica kan findes på stenede kyster. 
Kuglebænkebideren (Armadillidium vulgare) kan hurtigt rulle sig sammen. Den kan have svært ved at vende sig om.